# Johann Theodor Roemhildt
Johann Theodor Roemhildt   (Bad Salzungen, 23 de setembre de 1684 - Merseburg, 26 d'octubre de 1756) va ser un compositor barroc alemany.
Va estudiar a Ruhla de petit amb Johann Jacob Bach, després des dels tretze anys a l'escola St. Thomas de Leipzig sota Johann Schelle i Johann Kuhnau, i en la Universitat d'aquesta ciutat també va fer estudis de literatura. Entre d'altres càrrecs desenvolupà el de mestre de capella d'Heinrich Duc de Saxònia (1661-1738) en Merseburg, i també en fou organista de la cort i de la catedral d'aquella ciutat, on va morir més tard. Entre els seus estudiants figuraven Christoph Graupner, Johann Friedrich Fasch i Johann David Heinichen.
Es dedicà a la composició de música religiosa i deixà diverses cantates.